# کتابخانه ملی نروژ
کتابخانه ملی نروژ (نروژی: Nasjonalbiblioteket) در اسلو واقع شده است.

## پیشینه
کتابخانه ملی نروژ، مهم‌ترین مرکز جمع‌آوری، ذخیره و انتشار رسانه‌های نروژی در کشور نروژ است. همچنین این فعالیت، شامل همه رسانه‌هایی که دربارهٔ نروژ، اشخاص یا تشکیلات نروژی، درخارج از کشور نروژ، منتشر می‌شوند، نیز می‌گردد. کتابخانه ملی نروژ، ساخت، نگهداری و ایجاد دسترسی همه انواع رسانه‌ها را پوشش می‌دهد.
یکی دیگر از خدمات کتابخانه ملی نروژ، گردآوری  انتشارات، به منظور بایگانی، امانت از راه دور، استفاده مجدد و دیجیتال سازی و گسترش بایگانی و ارتباطات دیجیتالی است.
کتابخانه ملی نروژ، هم در اسلو و هم در مو یی رانا، دارای تشکیلات فعال است. اما طبق برنامه راهبردی جدید، از سال ۲۰۰۴م، تشکیلات کتابخانه، بیشتر بر اساس فعالیت، سازمان داده شده؛ و موقعیت جغرافیایی اهمیت کمتری دارد.
به موجب فرمان پادشاه نروژ، هارالد پنجم، آقای اسلاک سیرا میره، از تاریخ ۲۳ مه ۲۰۱۴م، به مقام ریاست کتابخانه ملی نروژ، منصوب و در پاییز سال ۲۰۱۴م، مشغول به کار شد.